# Uvaria scortechinii
Uvaria scortechinii este o specie de plante angiosperme din genul Uvaria, familia Annonaceae, descrisă de George King. Conform Catalogue of Life specia Uvaria scortechinii nu are subspecii cunoscute.